# Caverna Toquepala
A Caverna Toquepala, também conhecida como Caverna do Diabo, é um sítio arqueológico de pinturas rupestres datadas entre 8000 a.C. e 3000 a.C., na zona Quíchua. Está localizada na província peruana de Tacna, a 2.700 metros acima do nível do mar.

## Estudos
No final dos anos de 1950, a caverna foi descoberta por um funcionário da Southern Peru Copper Corporation, que trabalhava nas minas de prata das proximidades. Logo depois foi visitada por Miomir Bojovich.
A primeira exploração científica ocorreu em 1963, por Emilio Gonzáles García, que obteve as primeiras datações. Entre os anos de 1963 e 1964, novos estudos foram realizados, por Jorge Muelle e Rogger Ravines, através do Museu de Antropologia e Arqueologia, que obtiveram novas datações.

## Características
O sítio apresenta uma gruta e um abrigo rochoso, que estão na face da colina Juancanane Grande, virada para a ravina Cimarrona, a 2.700 metros acima do nível do mar.
A entrada da gruta possui um formato de triangulo retângulo, medindo 7,80 metros na base e 2,40 metros de altura. O interior da gruta possui as dimensões máximas de 10 metros de comprimento, 5 metros de largura e 3 metros de altura. Foram encontrados artefatos datados do período entre 8000 a.C. e 6700 a.C., como uma ponta pedunculado, uma pedra pigmentada de vermelho e dois palitos finos, com lã enrolada em uma das pontas e com vestígios de pigmentação vermelha. As pinturas rupestres se encontram em seis pontos das paredes da caverna.
No abrigo, do período entre 6700 a.C. e 5900 a.C., encontraram pontas de projéteis foliáceas, semelhantes aos encontrados na região chileno-boliviana; e também encontraram raspadores, buris entalhados e pedras com resíduos de pigmentos. Do período entre 4000 a.C. e 3700 a.C., encontraram pontas de projéteis maiores, com características do Viscachani do AItiplano; pontas rombóides com lados assimétricos associados a pontas foliáceas pedunculadas com bordas dentadas; facas bifaciais com base entalhada; facas bifaciais ovais; artefatos de bordas convexas; furadores; e numerosos fragmentos de conchas marinhas dos gêneros Concholepas-concholepas e Aulacomya ater. Do período entre 3500 a.C. e 3000 a. C., encontraram trituradores, pequenas pontas de projéteis com lados convexos, uma base entalhada e alelos inclinados para dentro. As pinturas rupestres se encontram em dois pontos da parede do abrigo.
As pinturas, tanto da caverna quanto do abrigo, não ultrapassam de 20 centímetros nas representações zoomórficas, e 10 centímetros nas representações antropomórficas. Foram utilizados pigmentações vermelhas, amarelas, verde, branca e preta. E a maioria das cenas representadas são de caçadores encurralando ou matando camelideos.